# David Arkin
Pour les articles homonymes, voir Arkin.
David Arkin est un acteur américain né le 24 décembre 1941 dans le Comté de Los Angeles en Californie aux États-Unis, mort le 14 janvier 1991 à Los Angeles.

## Filmographie
- 1968 : Le Baiser papillon (I Love You, Alice B. Toklas!) de Hy Averback : Herbie Fine
- 1970 : M* A* S* H* de Robert Altman : SSgt. Wade Douglas Vollmer / PA Announcer
- 1970 : Up in the Cellar (en) de Theodore J. Flicker (en) : Hugo Caine
- 1970 : Storefront Lawyers (en) (série TV) : Gabriel Kaye
- 1973 : Le Privé (The Long Goodbye) de Robert Altman : Harry
- 1975 : Nashville de Robert Altman : Norman
- 1976 : Les Hommes du président (All the President's Men) d'Alan J. Pakula : Eugene Bachinski
- 1976 : Cannonball ! de Paul Bartel : TV Producer Anchorman
- 1979 : Whitney and the Robot (série TV) : David
- 1980 : Popeye de Robert Altman : The Mailman / Policeman